# Heinrich Tschurtschenthaler von Helmheim
Heinrich Tschurtschenthaler von Helmheim (16. února 1858 Bolzano – 11. února 1918 Vídeň) byl rakousko-uherský generál. V c. k. armádě sloužil od roku 1877, vystřídal působení u řady posádek a byl důstojníkem generálního štábu. Za první světové války byl jako polní podmaršálek velitelem armádního sboru na východní frontě a zúčastnil se bojů v Haliči (1914–1915). V roce 1915 dosáhl hodnosti generála pěchoty, téhož roku byl ze zdravotních důvodů přeložen na méně důležitý post velitele v Innsbrucku (1915–1916), nakonec byl generálním inspektorem vojenských vzdělávacích ústavů (1917–1918).

## Životopis
Pocházel ze staré rodiny z Tyrolska, byl synem bankéře Franze Aloise Tschurtschenthalera (1809–1878) a jeho manželky Karoliny von Vittorelli (1820–1903). Začal studovat na gymnáziu v rodném Bolzanu, poté absolvoval kadetní školu v Innsbrucku. Do armády vstoupil v roce 1877 jako poručík k 49. pěšímu pluku v Sankt Pölten, s nímž byl později přeložen do Innsbrucku. Zúčastnil se okupace Bosny a Hercegoviny (1878) a poté v letech 1878-–1879 krátce studoval práva na univerzitě v Innsbrucku. Poté se vrátil do armády a v letech 1882–1885 si doplnil vzdělání na Válečné škole (K.u.k. Kriegschule) ve Vídni. Jako nadporučík byl v roce 1885 zařazen do sboru důstojníků generálního štábu, souběžně sloužil u různých posádek (Bela Crkva, Vídeň, mimo jiné také u jízdních myslivců v rodném Bolzanu). V letech 1888–1893 působil u železničního odboru generálního štábu a v roce 1889 dosáhl hodnosti kapitána. Podnikl řadu cest po celé monarchii, od roku 1895 byl v hodnosti majora pobočníkem generálního inspektora armády prince Ludvíka Windischgrätze. V roce 1897 byl jmenován podplukovníkem a od roku 1899 byl velitelem praporu u 4. pěšího pluku v Linzi.
V roce 1901 dosáhl hodnosti plukovníka, opustil službu u generálního štábu a přešel k c. k. zeměbraně jako velitel 26. zeměbraneckého pluku v Mariboru (1901–1907). V roce 1907 dosáhl hodnosti generálmajora a stal se velitelem 47. pěší brigády v Přemyšlu. Od roku 1909 byl zástupcem velitele 14. armádního sboru v Innsbrucku a v roce 1911 byl povýšen do hodnosti polního podmaršála. O rok později se vrátil k c. k. zeměbraně, setrval ale v Innsbrucku, kde byl jmenován velitelem 44. zeměbranecké divize.
Na začátku první světové války byl stále velitelem zeměbranecké 44. divize, s níž byl začleněn do 14. armádního sboru generála Viktora Dankla a převelen na východní frontu. Zúčastnil se bojů o Halič a v prosinci byl pověřen velením nově zformovaného 18. armádního sboru. V rámci 3. armády maršála Borojeviće se se svým sborem zapojil do karpatské ofenzívy, již v březnu 1915 se ale kvůli onemocnění velitelského postu vzdal. V květnu 1915 byl povýšen do hodnosti generála pěchoty a v červnu byl přeložen do rodného Tyrolska jako velitel vojenského okruhu v Innsbrucku. Zde bylo jeho úkolem připravit obranu proti útoku ze strany Itálie, která tehdy vstoupila do války na straně Trojdohody. Velitelem v Innsbrucku zůstal do listopadu 1916, kdy ze zdravotních důvodů odešel do penze. O rok později byl ale znovu aktivován a v říjnu 1917 převzal funkci generálního inspektora vojenských škol. Zemřel nedlouho poté 11. února 1918 ve Vídni ve věku nedožitých šedesáti let. 
Od roku 1890 byl ženatý s Melánií, rozenou Hlaváčkovou. Z jejich manželství se narodila dcera Dora, provdaná Sardegna-Hohenstein.

## Tituly a ocenění
V roce 1893 byl spolu s dalšími členy své rodiny povýšen do šlechtického stavu s predikátem von Helmheim. V roce 1916 obdržel titul c. k. tajného rady s nárokem na oslovení Excelence. Během vojenské služby získal také řadu vyznamenání. 
- Válečná medaile (1879)
- Jubilejní pamětní medaile (1898)
- Vojenský jubilejní kříž (1908)
- Řád železné koruny III. třídy (1908)
- rytířský kříž Leopoldova řádu (1913)
- Řád železné koruny II. třídy s válečnou dekorací (1914)
- komandérský kříž Leopoldova řádu s válečnou dekorací (1916)
- Vyznamenání za zásluhy o Červený kříž s válečnou dekorací (1916)

- Řád italské koruny (Itálie, 1893)
- Řád svatých Mořice a Lazara (Itálie, 1894)
- Řád červené orlice III. třídy (Německo, 1897)